# Responsabilidade penal
Responsabilidade penal é o dever jurídico de responder pela ação delituosa que recai sobre o agente imputável".
Ao cometer um delito, um indivíduo considerado responsável será submetido a uma pena. Ao inimputável será aplicada uma medida
de segurança, isto é,  uma "providência substitutiva ou complementar da pena, sem caráter expiatório ou aflitivo, mas de índole assistencial, preventiva e recuperatória, e que representa certas restrições pessoais e patrimoniais (internação em manicômio, em colônia agrícola, liberdade vigiada, interdições e confiscos), fundada na periculosidade (entendo esta como probabilidade de violação do direito), e não na responsabilidade do criminoso”. Enquanto a pena tem um caráter essencialmente ético e é baseada na justiça, a medida de segurança é eticamente neutra e tem por fundamento a utilidade. A pena é sanção; a medida de segurança não é sanção e visa impedir o provável retorno à prevenção da prática de crime 
através da neutralização profilática ou da recuperação social do indivíduo. A pena tem como caráter jurídico essencial o sofrimento, é repressiva e intimidante. A medida de segurança tem caráter terapêutico, assistencial ou pedagógico e serve ao fim de segregação tutelar ou readaptação do indivíduo. 
Segundo Palomba, para que alguém seja responsável penalmente por determinado delito, são necessárias três condições básicas: 
1. ter praticado o delito;
2. ter tido, à época, entendimento do caráter criminoso da ação;
3. ter sido livre para escolher entre praticar e não praticar a ação.

A responsabilidade penal pode ser 
1. Total, quando o agente era capaz de entender o caráter criminoso do seu ato e de determinar-se totalmente de
acordo com esse entendimento. Nesse caso o delito que praticou lhe é imputável, podendo o agente ser julgado responsável penalmente.
2. Parcial, se, à época do delito, o agente era parcialmente capaz de entender o caráter criminoso do  ato e  parcialmente capaz de determinar-se de acordo com esse entendimento. Nesse caso, o delito lhe é semi-imputável, e o agente poderá ser julgado parcialmente responsável pelo que fez, o que na prática implicará redução da pena de um a dois terços ou substituição da pena por medida de segurança. 
3. Nula, quando o agente era, à época do delito, totalmente incapaz de entender o caráter criminoso do fato ou totalmente incapaz de determinar-se de acordo com este entendimento. Nesse caso o delito praticado lhe é inimputável e o agente será julgado irresponsável penalmente pelo que fez.

## Responsabilidade Penal da Pessoa Jurídica

### Política Criminal
Destaca Tiedemann  (1996, p. 102-103) que a política criminal que motiva a responsabilização penal das pessoas jurídicas parte de uma realidade delitiva bastante similar em muitos países. Segundo o autor, a crescente divisão do trabalho produziu, por um lado, a debilitação da responsabilidade individual e, por outro, que as entidades coletivas fossem consideradas, com base em diversos fundamentos, responsáveis (também no âmbito fiscal e civil) no lugar das pessoas individuais. Neste sentido, Tiedemann observa, com base na sociologia, que a agrupação cria um ambiente que facilita e incita os autores físicos (materiais) a cometerem delitos em benefício da entidade. Para o autor, é com base nesta influência do agrupamento sobre o indivíduo que surge a ideia de não apenas sancionar os autores materiais (que podem mudar e serem substituídos), mas também a própria agrupação.
De outro lado, observa o autor que as novas formas de criminalidade como os delitos nos negócios (como aqueles contra o consumidor), os atentados contra o meio ambiente e o crime organizado colocam dificuldades sobre os sistemas e meios tradicionais do Direito Penal. Frente a fenômenos e dilemas tão diversos, Tiedemann entendeu ser indispensável uma nova maneira de abordar os problemas. Para o autor, não é casual que o legislador, na Europa Continental, tenha admitido desde os anos 20 – momento em que nasce o direito econômico moderno -, algumas exceções ao dogma “societas delinquere non potest” (sociedade não pode delinquir), como em matérias fiscal, aduaneira ou da concorrência.
Para Tiedemann , as novas formas de criminalidade econômica têm obrigado os pensadores do Direito Penal a perguntar se as atuais exceções não deveriam ser convertidas em regra. Pois, para o autor, parece pouco convincente, considerada a realidade e os demais subsistemas do direito que um atentado contra o meio ambiente cometido por uma grande empresa seja compreendido como decorrente da ação de uma única pessoa natural: a que ordenou certa medida que produziu o dano. O autor, portanto, defendia um regime de responsabilidade exclusivo para a pessoa jurídica, separado da responsabilidade penal da pessoa natural, entendendo que a pessoa jurídica poderia cometer crimes e ser punida de maneira autônoma.
Tiedemann, contudo, observou que existiam certas dificuldades dogmáticas que precisavam ser enfrentadas de maneira a acolher plenamente a criminalidade dos agrupamentos, em especial aquelas relacionadas às noções de ação, culpabilidade e capacidade penal. Isto porque tais categorias estiveram sempre ligadas, no direito penal, ao comportamento humano e a um juízo de reprovabilidade ético ou moral essencialmente humano.
No tocante à capacidade de ação da empresa, Tiedemann defendeu que
[...] se a pessoa moral pode concluir um contrato (por exemplo, o de compra e venda), ela é sujeito das obrigações que se originam e ela é quem pode violá-las. Isso quer dizer que a pessoa moral pode agir de maneira ilícita. É de considerar, além disso, que existem no direito econômico e social normas jurídicas dirigidas unicamente às empresas, e não aos indivíduos. Citamos a modo de exemplo, o direito da concorrência que, a nível tanto da União Europeia como de seus Estados Membros, afetam as empresas e as associações de empresas. As ações das pessoas físicas, atuando para a empresa, devem ser, portanto, consideradas como da empresa [conhecida no direito norte-americano como doutrina da identificação]. Não é muito importante chegar a este resultado através seja da imputação das ações à empresa ou a ideia de que a entidade social atua ela mesma mediante seus órgãos. (TIEDEMANN, 1996, p. 112-113, tradução nossa)
Em específico, o autor destaca que, cotidianamente, se fala da culpabilidade de uma empresa que contaminou um rio ou que obteve concessões de forma fraudulenta. Isto é, a culpa da empresa é amplamente reconhecida na vida e na linguagem da sociedade. Contudo, para Tiedemann, a culpa do agrupamento não deveria ser entendida como uma adição das culpas pessoais de cada trabalhador daquela. Tampouco deveria se basear, ao menos não exclusivamente, na imputação de culpa de outra pessoa específica. 
Para Tiedemann, reconhecer no direito penal que uma empresa possui uma culpabilidade social significa, por um lado, admitir as consequências da realidade social que permeia o agrupamento e, por outro lado, as obrigações correspondentes a seus direitos. O autor observa que introduzir legislativamente o conceito de culpa coletiva ou do agrupamento ao lado da tradicional culpa individual é impossível caso o ponto de partida seja a concepção ideológica que reserva a responsabilidade aos indivíduos que cometem os crimes em nome das empresas. O autor não nega a possibilidade de sustentar esse ponto de vista. Contudo, isto seria admitir que as pessoas jurídicas seriam meras ficções, o que para o autor seria dificilmente compatível com o enorme poder das empresas multinacionais.
O conteúdo dessa culpabilidade deveria, portanto, ser diverso, não focando em um senso inexistente de reprovabilidade moral na pessoa jurídica, mas sim em uma culpabilidade que decorre de uma falta de organização. Ou seja, que uma deficiência de organização na empresa determina a responsabilidade penal. Para Tiedemann, portanto, a culpabilidade da empresa depende de quão bem ela consegue manejar riscos.
O autor também destaca que pessoas jurídicas, por não possuírem este juízo de culpabilidade, não poderiam ser as destinatárias de penas criminais com finalidades preventivas ou retributivas. Contudo, observa que estas dificuldades são muito menos graves quando são previstas sanções “quase-penais” e não verdadeiras penas. Neste caso, as categorias e princípios penais poderiam ser flexibilizados e até ampliados.
Por fim, Tiedemann observa que muitos legisladores nacionais na Europa têm encontrado soluções diversas no tocante à questão de punições adequadas às pessoas jurídicas. Em síntese pelo autor, aqueles têm admitido, em atenção aos casos concretos e às bases tradicionais do direito penal nacional respectivo, cinco modelos de punição diferentes:
a) Responsabilidade Civil (subsidiária ou cumulativa) da pessoa jurídica pelos delitos cometidos por seus empregados;
b) Medidas de Segurança que formam parte do sistema moderno de Direito Penal, sem esquecer sua procedência do Direito Administrativo e da polícia;
c) Sanções Administrativas (financeiras e outras) impostas por autoridades administrativas, formando um regime, em alguns países, quase-penal;
d) Responsabilidade Criminal verdadeira, introduzida, sem desatender às diferenças, no âmbito do Direito, entre autor físico e pessoa jurídica;
e) Medidas mistas, de caráter penal, administrativo ou civil, tais como a dissolução do agrupamento ou a sua colocação em curatela.
O entendimento de Tiedemann tornou-se popular devido a seu caráter inovador e pioneiro. Contudo, sua proposta de responsabilidade penal autônoma da pessoa jurídica é ainda bastante contestada ao redor do mundo. Isto porque grande parte dos legisladores influenciados pela tradição jurídica europeia ainda subordinam a responsabilidade penal da pessoa jurídica à identificação de um autor individual do delito. Abaixo são expostos algumas das questões principais que permeiam a responsabilidade penal da pessoa jurídica.

### Dilemas centrais da Responsabilidade Penal da Pessoa Jurídica
Manuel Gómez Tomillo (2021), penalista espanhol, indica cinco questões fundamentais para o entendimento da responsabilidade penal das pessoas jurídicas:
1. Por que sancionar pessoas jurídicas?
2. Quais sujeitos estão sujeitos a essa responsabilidade penal?
3. Por quais condutas delitivas?
4. Quais são os critérios para imputar responsabilidade às pessoas jurídicas?
5. Como definir a culpabilidade das pessoas jurídicas?
No tocante à primeira pergunta, Tomillo entende serem duas as principais razões para sancionar as pessoas jurídicas. Uma de ordem material, relacionada a questões de utilidade e prevenção de delitos, de forma a estimular que as pessoas jurídicas, como as Sociedades Mercantis, implementem programas de adequação (compliance) preventivos de condutas delitivas. Outra de ordem processual, de forma a facilitar as investigações de fenômenos jurídicos complexos dentro do seio das empresas. Ou seja, elas podem colaborar com as investigações de forma a clarificar os delitos. Em troca, diminui-se a pena ou multa.
No tocante à segunda pergunta, o autor questiona o que deveria ser entendido por “pessoa jurídica” a nível técnico-penal. Questiona se deveria ser usado o conceito do Direito Civil ou um conceito autônomo do próprio Direito Penal. Para Tomillo, este questionamento é importante na medida em que existem certas categorias de Pessoas Jurídicas, como as Joint Ventures (Consórcios de Empresas), que possuem capacidade de afetar os bens jurídicos, apesar de não possuírem personalidade jurídica própria, tal como pressupõe do Direito Civil. Isto é, uma Joint Venture pode pagar um funcionário público em busca de vantagens estratégicas, como a outorga de um contrato complexo.
Para o autor, o Direito Penal precisa de um conceito autônomo de Pessoa Jurídica frente ao Direito Civil. Tomillo entende serem três as características principais que para que exista uma pessoa jurídica com efeitos jurídico-penais: (i) organização com reconhecimento legal (com certo reconhecimento jurídico); (ii) capacidade para afetar o bem jurídico; e (iii) capacidade para fazer frente ao pagamento de uma multa (possuam capital social hábil).
No tocante à terceira pergunta, Tomillo destaca que a resposta varia entre os ordenamentos jurídicos. Países como Espanha , por exemplo, estabelecem, por meio de seu Código Penal, um rol taxativo de delitos que podem ser atribuídos às empresas. Na Holanda, qualquer crime pode ser atribuído às pessoas jurídicas. Na França, com exceção dos crimes de homicídio doloso e contra a dignidade sexual, as pessoas jurídicas podem ser declaradas penalmente responsáveis por quase todas as infrações penais, desde que expressamente previsto na definição legal do tipo. (CIRINO DOS SANTOS, 2020, p. 700) 
No tocante à quarta pergunta, Tomillo destaca a existência de duas principais dificuldades quanto à imputação de crimes às pessoas jurídicas: (i) os tipos penais seguem sendo desenhados pensando na conduta de uma pessoa física. Isto porque, para a maioria dos ordenamentos jurídicos ao redor do mundo, a Pessoa Jurídica não consegue atuar sozinha; e (ii) as pessoas jurídicas não seriam nada mais do que entidades fictícias (ficções legais), conforme a teoria de Savigny . Elas são instrumentos úteis, segundo o autor, mas que não existem senão nas mentes das pessoas. Elas têm que atuar por meio de alguém, afinal “elas não têm mãos nem pés”.
Tomillo sugere um modelo de imputação de crimes e infrações administrativas a uma pessoa jurídica. Seriam necessários dois requisitos principais: (i) um feito de conexão, isto é, uma ação ou omissão de uma pessoa física vinculada com a pessoa jurídica. Uma pessoa física tem que atuar para a Pessoa Jurídica. Se não há ação ou omissão individual, não há responsabilidade penal da pessoa jurídica; e (ii) que essa pessoa física atue em nome, por conta e em benefício da Pessoa Jurídica.
Questiona o autor quem pode levar a cabo esse “feito de conexão”. Ou seja, quem pode comprometer a pessoa jurídica; quem pode desencadear a responsabilidade penal da pessoa jurídica. Segundo Tomillo (2021), existem, sobretudo, três principais doutrinas nesse sentido no Direito Comparado:
a) Doutrina da identificação: a responsabilidade penal da pessoa jurídica decorre da culpabilidade de um de seus dirigentes. “O agente superior (órgão etc.) é considerado como o ‘cérebro’ e o ‘alter ego’ da associação, de maneira que a sua atuação é também a da própria pessoa jurídica.” (TIEDEMANN, 1996, p. 113) Este é o modelo aplicado na Inglaterra.
b) Doutrina da responsabilização pelo ato de seus dirigentes ou empregados (vicarious liability): "Um agente subordinado, de cargo inferior, não é mais do que um 'braço' da entidade jurídica cuja responsabilidade penal não é pessoal, mas baseada na ideia de delegação ou imputação pela pessoa jurídica". (TIEDEMANN, 1996, p. 112) Este é o modelo aplicado nos Estados Unidos, Japão, Austrália e Canadá.
c) Modelo Misto: Qualquer diretor que possui capacidade de decisão pode desencadear a responsabilidade penal da pessoa jurídica; não apenas os administradores, mas também os intermediários.
No tocante à quinta questão, observa o autor que a responsabilidade penal da pessoa jurídica surge por causa de um delito, e que este continua sendo uma ação ou omissão típica, antijurídica e culpável. Ou seja, o delito da pessoa jurídica precisa da culpabilidade. Existem, segundo Tomillo, duas principais teorias a este respeito no Direito Comparado: (i) na Espanha, por exemplo, existe uma teoria de que a culpabilidade decorre de uma cultura de descumprimento da empresa ou da falta de cultura de cumprimento – teoria que o autor não adere; e (ii) culpabilidade alternativa, em que a culpabilidade da empresa equivale ao defeito da organização ou a um déficit organizacional. Esta é a teoria exposta no primeiro tópico, apresentada e defendida por Klaus Tiedemann.
O núcleo deste segundo entendimento, segundo Tomillo, está na questão de que se a Pessoa Jurídica tivesse implementado um programa de cumprimento idôneo para a prevenção de condutas delitivas ou de infrações administrativas, o delito não teria ocorrido. A Pessoa Jurídica deveria ter antevisto certos problemas e os consertado antes da ocorrência do delito.

### Responsabilidade Penal das Pessoas Jurídicas no Brasil
De forma inovadora, a responsabilidade penal da pessoa jurídica no Brasil está presente no texto constitucional. O constituinte originário, na norma do Art. 225, §3°, da Constituição Federal brasileira, prevê sanções penais e administrativas contra pessoas físicas ou jurídicas por condutas e atividades lesivas ao meio ambiente. Transcreve-se abaixo o artigo citado:
''Art. 225 Todos têm direito ao meio ambiente ecologicamente equilibrado, bem de uso comum do povo e essencial à sadia qualidade de vida, impondo-se ao Poder Público e à coletividade o dever de defendê-lo e preservá-lo para as presentes e futuras gerações.
§ 3º As condutas e atividades consideradas lesivas ao meio ambiente sujeitarão os infratores, pessoas físicas ou jurídicas, a sanções penais e administrativas, independentemente da obrigação de reparar os danos causados, aplicando-se relativamente aos crimes contra o meio ambiente, o disposto no art. 202, § 5º.''
Observa-se, portanto, que o constituinte originário estabelece mandado de criminalização ao legislador federal para que tipificasse, mediante lei específica, os crimes contra o meio ambiente e o regime por ele mencionado no Art. 225. O legislador estabeleceu na [9.605], de 12 de fevereiro de 1998, um sistema de responsabilidade administrativa, civil e penal por crimes ambientais. Este está detalhado no Art. 3° da citada lei.
''Art. 3º As pessoas jurídicas serão responsabilizadas administrativa, civil e penalmente conforme o disposto nesta Lei, nos casos em que a infração seja cometida por decisão de seu representante legal ou contratual, ou de seu órgão colegiado, no interesse ou benefício da sua entidade. (grifo nosso)
Parágrafo único. A responsabilidade das pessoas jurídicas não exclui a das pessoas físicas, autoras, co-autoras ou partícipes do mesmo fato.''
Para Cirino dos Santos (2020, p. 688), a Lei instituiu um sistema duplo de responsabilidade:
a) A responsabilidade da pessoa jurídica em casos de infração cometida por decisão de representante legal ou contratual, ou de órgão colegiado, no interesse ou benefício da entidade (Art. 3°);
b) A responsabilidade das pessoas físicas, isolada ou cumulativa, na qualidade de autoras, coautoras ou partícipes do mesmo fato (parágrafo único).
Em específico sobre a pessoa jurídica, Cirino dos Santos (2020, p. 688) observa que a imputação de crime à pessoa jurídica pressupõe, portanto:
a) A realização de uma infração penal;
b) A relação causal entre a infração e decisão de representante legal ou contratual ou de órgão colegiado da pessoa jurídica;
c) A existência de interesse ou benefício da pessoa jurídica na infração.
O autor faz ressalva importante sobre o segundo ponto, destacando que o tipo objetivo de um crime ambiental pode ser realizado por qualquer órgão da pessoa jurídica (empregados, gerentes, diretores, proprietários e afins). Contudo o tipo subjetivo do crime, como dolo (decisão de realizar uma ação proibida pela lei penal) ou imprudência (decisão de realizar uma ação permitida, com lesão do dever de cuidado ou de risco permitido) deve ser atribuído ao representante legal ou contratual, ou órgão colegiado da pessoa jurídica. O regime brasileiro de responsabilidade penal da pessoa jurídica, portanto, se aproxima da doutrina da identificação aplicada na Inglaterra, na medida em que apenas atrai a responsabilidade da pessoa jurídica os atos praticados por agentes superiores, considerados “alter egos” da empresa, de maneira que a atuação destes é também a da própria pessoa jurídica.
Isto porque a decisão do representante legal ou contratual, tomada na qualidade de pessoa física individualizada, pode ser determinada de modo preciso, nos seus conteúdos de dolo e de imprudência, como qualquer caso de autoria individual ou de autoria coletiva dos fatos puníveis. Nesses casos, a responsabilidade da pessoa jurídica poderá ser admitida, contudo, somente como efeito da condenação da pessoa física individualizada, na qualidade de autora individual ou coletiva de crime ambiental.
Em adição, Estellita (2020, p. 2) destaca que o legislador não afirmou que as pessoas jurídicas praticam ações ou omissões típicas, apenas estabeleceu a sua responsabilidade por infrações penais praticadas por aqueles que podem agir ou omitir, ou seja, as pessoas naturais. Optou, portanto, por um modelo de heterorresponsabilidade, no qual a pessoa jurídica sofrerá consequências penais por força dos crimes praticados por pessoas naturais, independentemente da verificação de uma falha sua, isto é, de um defeito de sua organização, de um injusto próprio – modelo de autorresponsabilidade.
Acrescenta a autora que este modelo também conhecido como de “transferência” ou de “imputação” opera como uma via de mão única, em que o crime da pessoa natural forma parte da infração que será atribuída à pessoa jurídica, como um pressuposto essencial. Ou seja, a transferência se dá sempre da pessoa natural para a jurídica, nunca o contrário.

### Voto da Min. Rosa Weber no RE 548.181/STF
O Recurso Extraordinário 548.181  foi interposto pelo Ministério Público Federal contra o acórdão da Sexta Turma do Superior Tribunal de Justiça, ao julgamento do Recurso em Mandado de Segurança nº 16.696/PR. Neste, admitiu-se que para existir a responsabilização penal da pessoa jurídica é necessário a imputação simultânea da pessoa moral e da pessoa física que, mediata ou imediatamente, no exercício de sua qualidade ou atribuição conferida pelo estatuto social, pratique o fato-crime. Com isso em mente, entendeu-se que, com a exclusão da imputação dos responsáveis pelas condutas criminosas, consequentemente, também se tem o trancamento da ação penal relativa à pessoa jurídica. 
O recorrente alega que o condicionamento da persecução penal da pessoa jurídica à persecução simultânea da pessoa física implicaria em uma vigência negativa ao art. 225, § 3º, da Constituição da República, que, justamente, prevê a responsabilidade penal da pessoa jurídica por crime ambiental sem aquele condicionamento.
Em seu voto, a Senhora Ministra Rosa Weber reconhece a importância constitucional do assunto, entendendo que é necessária uma discussão para saber se a posição do STJ de trancar a ação penal referente à Petrobras estaria violando o princípio constitucional da responsabilidade criminal da pessoa jurídica por crime ambiental. Por esse motivo, conhece o recurso extraordinário referente ao segundo tema (ii).
Após o conhecimento do recurso, discute-se o mérito. Primeiramente, Rosa Weber versa sobre como a Constituição é clara ao ditar a possibilidade de responsabilização penal das pessoas jurídicas, sendo elas destinatárias da lei penal desde 1988, em especial, com relação ao meio ambiente. De acordo com a Ministra, a interpretação da norma constitucional não pode ser outra.
Superado esse ponto da discussão, Rosa Weber afirma que, adotar uma interpretação do § 3º do art. 225 da Constituição, de forma a atrelar a imputação de uma pessoa jurídica à uma necessária identificação de uma pessoa física, acabaria por diminuir a eficácia da lei, além de também contrariar a ideia original do legislador - que seria a de evitar a impunidade ampliando o alcance das sanções penais e reforçando a proteção do bem jurídico ambiental. Além disso, tal condicionamento de imputabilidade também levaria a subordinação da responsabilização da pessoa jurídica à uma efetiva condenação da pessoa física.
Outro argumento levantado em prol da responsabilidade da pessoa jurídica é o do reconhecimento da dificuldade de obtenção de provas no âmbito empresarial. Entende-se que, atualmente, as organizações corporativas são segmentadas, sendo as decisões tomadas por meio de etapas sucessivas, fazendo com que seja muito complicado atribuir um crime a uma pessoa física específica. Em razão disso, encontra-se na responsabilização da pessoa jurídica uma forma de impedir que exista a obtenção de lucros vindos de atos ilícitos no âmbito empresarial sem que haja algum tipo de punibilidade. São nesses casos que se vê possível a responsabilização da pessoa jurídica, mesmo sem a identificação de uma pessoa física específica. 
Rosa Weber, diante dos argumentos expostos, conhece em parte o recurso extraordinário, dando provimento na parte conhecida e reconhecendo a possibilidade de a denúncia por crime ambiental contra a pessoa jurídica não abranger, necessariamente, a atribuição criminal do fato também à pessoa física.